# Công chúa nhỏ (phim 1995)
Công chúa nhỏ là bộ phim điện ảnh năm 1995 của đạo diễn Alfonso Cuarón với sự tham gia của các diễn viên chính Liesel Matthews, Eleanor Bron, Liam Cunningham và Vanessa Lee Chester.
Lấy bối cảnh của cuộc Chiến tranh thế giới lần thứ 1, nội dung xoay quanh cuộc sống khổ cực của cô bé Sara Crewe tại trường nội trú của cô Minchin ở New York sau khi nhận được tin cha cô bé qua đời trong một trận chiến. Vì được xây dựng khái quát dựa trên tiểu thuyết cùng tên của nhà văn nữ Frances Hodgson Burnett, kịch bản vẫn bị ảnh hưởng từ phiên bản phim điện ảnh Công chúa nhỏ năm 1939 và nhiều sáng tạo đổi mới so với cuốn truyện gốc.
Mặc dù chỉ được hãng phim Warner Bros. quảng bá sơ sài, và được thực hiện chỉ với một nửa số kinh phí nhưng phim vẫn nhận được nhiều lời khen từ giới phê bình và giành nhiều giải thưởng trong đó có hai đề cử cho giải Oscar  vì những thành tựu đáng kể về chỉ đạo nghệ thuật và quay phim trong số các lĩnh vực thuộc sản xuất phim.

## Nội dung
Cô bé Sara Crewe phải chia tay với ngôi nhà tuổi thơ yêu dấu ở Ấn Độ khi người cha giàu có được gọi vào danh sách ra chiến trường của quân đội Anh trong Chiến tranh thế giới thứ I. Ông gửi cô bé tới Trường tư cho Nữ sinh của cô Minchin ở London và đáp ứng mọi chi phí để chắc chắn rằng cô con gái yêu được thoải mái nhất khi ông vắng mặt. Dù gặp phải các quy tắc cứng nhắc và thái độ khắc nghiệt của cô Hiệu trưởng kìm hãm mình nhưng Sara nhanh chóng trở nên nổi tiếng với các cô bé khác, trong đó có cả cô bé hầu gái người da màu tên là Becky vì sự tốt bụng và trí tưởng tượng mạnh mẽ.
Sau này vì không tìm được thấy xác mà Đại úy Crewe bị tuyên bố là đã chết và bị Chính phủ Anh tịch biên tài sản, để lại cô bé Sara không một xu dính túi. Không có tiền và họ hàng thân thích, cô bé không còn sự lựa chọn nào khác mà phải trở thành người hầu để được giữ lại trong trường nội trú. Tất cả đồ đạc đều bị tịch thu và phải chuyển lên sống trên căn gác áp mái cùng với Becky.
Trong lúc này, người hàng xóm cao tuổi là ông Charles Randolph nhận được tin con trai John đã mất tích trong chiến đấu. Ông được gọi đến để nhận diện một người lính bị chứng quên nhưng ông thất vọng khi biết đó không phải là con mình. Phụ tá người Ấn của ông là Ram Dass cứ nhận anh ta bằng mọi cách và biết đâu anh ta có thể biết được chuyện gì đó về con trai ông.

## Diễn viên
- Liesel Matthews vai Sara Crewe: Cô bé được gửi tới học tại trường nội trú của cô Minchin khi cha cô phải ra chiến trường. Cô bé thông minh, lịch thiệp, tốt bụng được biết đến người kể chuyện và là một cô công chúa tại đây.
- Eleanor Bron vai cô Hiệu trưởng Minchin, người đàn bà độc ác và ích kỉ đã bắt Sara làm việc như người hầu và cố gắng chứng tỏ cho cô bé thấy cô đã không còn là công chúa sau khi cha cô qua đời nhưng sau này cô Minchin đã bị sa thải và trở thành người quét ống khói. Cô là chị gái của cô Amelia.
- Liam Cunningham vai Đại úy Crewe/ hoàng tử Rama
- Vanessa Lee Chester vai Becky
- Rusty Schwimmer vai cô Amelia
- Arthur Malet vai ông Charles Randolph
- Errol Sitahal vai ngài Ram Dass
- Taylor Fry vai Lavinia
- Heather DeLoach vai Ermengarde
- Peggy Miley vai Mabel
- Darcie Bradford vai Jesse
- Rachael Bella vai Betsy
- Alexandra Rea-Baum vai Gertrude
- Camilla Belle vai Jane
- Lauren Blumenfeld vai Rosemary
- Kelsey Mulrooney vai Lottie
- Kaitlin Cullum vai Ruth

## Nhạc phim
Tất cả các bản nhạc trong phim đều do nhạc sĩ Patrick Doyle sáng tác. Có ba trong số các bản nhạc được thể hiện bởi các nghệ sĩ độc tấu. "String Quintet in C major Perger 108, MH 187" của Michael Haydn cũng được sử dụng trong phim. Bộ phim cũng có sự thể hiện của Dàn đồng ca Thiếu nhi New London.
1. "Ramayana: A Morning Raga" (2:03)
2. "Children Running" (0:53)
3. "Cristina Elisa Waltz" (3:03)
4. "The Miss Minchin School for Girls" (1:40)
5. "Knowing You by Heart" (2:32)
6. "Breakfast" (0:55)
7. "Letter to Papa" (1:38)
8. "Angel Wings" (1:07)
9. "False Hope" (2:05)
10. "The Trenches" (1:00)
11. "Crewe and the Soldier" (1:22)
12. "Alone" (1:19)
13. "The Attic" (2:00)
14. "On Another's Sorrow" — Catherine Hopper (1:16)
15. "The Shawl" (0:54)
16. "Tyger Tyger" (0:32)
17. "Compassion" (0:37)
18. "For the Princess" (1:38)
19. "Kindle My Heart" — Abigail Doyle (con gái của nhạc sĩ) (3:00)
20. "The Locket Hunt" (3:02)
21. "Midnight Tiptoe" (1:13)
22. "I Am a Princess" (1:14)
23. "Just Make Believe" (1:33)
24. "Touched by an Angel" (1:43)
25. "Emilia Elopes" (1:38)
26. "The Escape" (2:58)
27. "Papa!" (2:32)
28. "Kindle My Heart" — Liesel Matthews (4:19)

## Khác biệt so với nguyên tác
- Bối cảnh trong truyện là ở London vào thời kì Nữ hoàng Victoria, còn trong phim là tại thành phố New York dưới thời thế chiến thứ I. Cha của Sara phải ra chiến trường chiến đấu còn trong nguyên tác ông quay về Ấn Độ.
- Giống như phiên bản phim Công chúa nhỏ năm 1939 có Shirley Temple, biên kịch đã thay đổi số phận cho Đại úy Crewe. Trong tiểu thuyết nói rằng cha cô bé qua đời vì viêm não ở Ấn Độ, còn trong phim, cha cô bé được thông báo đã tử nạn trên chiến trường. Sự thực là ông hít phải khí độc nên bất tỉnh và may mắn được đưa về bệnh viện. Khi tỉnh lại thì phải sống một thời gian với chứng bệnh quên. Kết phim, khi ông phục hồi trí nhớ và Sara tiếp tục được sống với cha của mình.
- Trong truyện, nhân vật Becky được lấy nguyên mẫu là cô gái nghèo khổ ở khu đông London thời Nữ hoàng Victoria trị vì. Còn trong phim nhân vật này là một cô bé da màu gốc Phi, từ đó cho thấy ngụ ý sâu sắc rằng cuộc sống khổ cực đó là kết quả của nạn phân biệt chủng tộc chứ không chỉ vì sự nghèo khó của cô. Ngoài ra tuổi thực của Becky có nói ở đầu truyện là gần 14 tuổi còn trên màn ảnh nhỏ nhân vật này bằng tuổi với Sara.

## Giải thưởng
| Awards | Awards                                          | Awards | Awards    |
| Năm    | Giải                                            | Hạng mục | Kết quả   |
| ------ | ----------------------------------------------- | --- | --------- |
| 1995   | Giải thưởng Hiệp hội phê bình phim Los Angeles  | Nhạc phim hay nhất Best Production Design Best Picture (Hạng 2) New Generation Award (Alfonso Cuarón)                           | Đoạt giải |
| 1996   | Giải thưởng Điện ảnh Oscar lần thứ 68           | Best Art Direction and Set Decoration                                                                                           | Đề cử     |
| 1996   | Giải thưởng Điện ảnh Oscar lần thứ 68           | Best Cinematography | Đề cử     |
| 1996   | Giải thưởng Phim cho Thanh thiếu nhi lần thứ 17 | Best Family Feature - Drama Diễn viên chính xuất sắc nhất (Vanessa Lee Chester) Diễn viên chính xuất sắc nhất (Liesel Matthews) | Đề cử     |